# 蒲賴德
蒲賴德（英語：Alfred M. Pride，1897年9月10日—1988年12月24日），曾任美國海軍上將、海軍航空兵，他在二戰期間以航空母艦指揮官的身份出類拔萃。

## 經歷
蒲賴德於1897年9月10日出生在馬薩諸塞州的薩默維爾。在馬薩諸塞州梅德福的塔夫茨大學學習工程學，於一戰期間輟學並加入海軍。
1940年代後期擔任航空局局長，並在朝鮮戰爭期間擔任美國第七艦隊司令。
蒲賴德於1934年至1936年擔任阿納科斯蒂亞飛行測試科的負責人。
二戰期間，蒲賴德上校擔任貝勒森林號航空母艦的指揮官。隨後他晉升為海軍少將，擔任夏威夷珍珠港第14海軍區的指揮官。
1947年至1951年，擔任海軍航空物資組織航空局局長。1952年至1953年，指揮馬里蘭州帕塔克森特河的海軍航空測試中心。
1955年4月26日，蒲賴德成為美軍協防台灣司令部（USTDC）的第一任司令。
1959年，他以海軍上將的身份退休，定居在維吉尼亞州阿靈頓郡，並於1988年去世，享年91歲。他安葬於維吉尼亞州的阿靈頓國家公墓。